# Polystachya laurentii
Polystachya laurentii är en orkidéart som beskrevs av De Wild. Polystachya laurentii ingår i släktet Polystachya och familjen orkidéer. Inga underarter finns listade i Catalogue of Life.